# کامبورتزانو
کامبورتزانو (به ایتالیایی: Camburzano) یک کومونه در ایتالیا است که در استان بیه‌لا واقع شده‌است.

## خصوصیات
کامبورتزانو ۳٫۸ کیلومترمربع مساحت و ۱٬۱۹۴ نفر جمعیت دارد.